# 赤堀川 (桶川市)

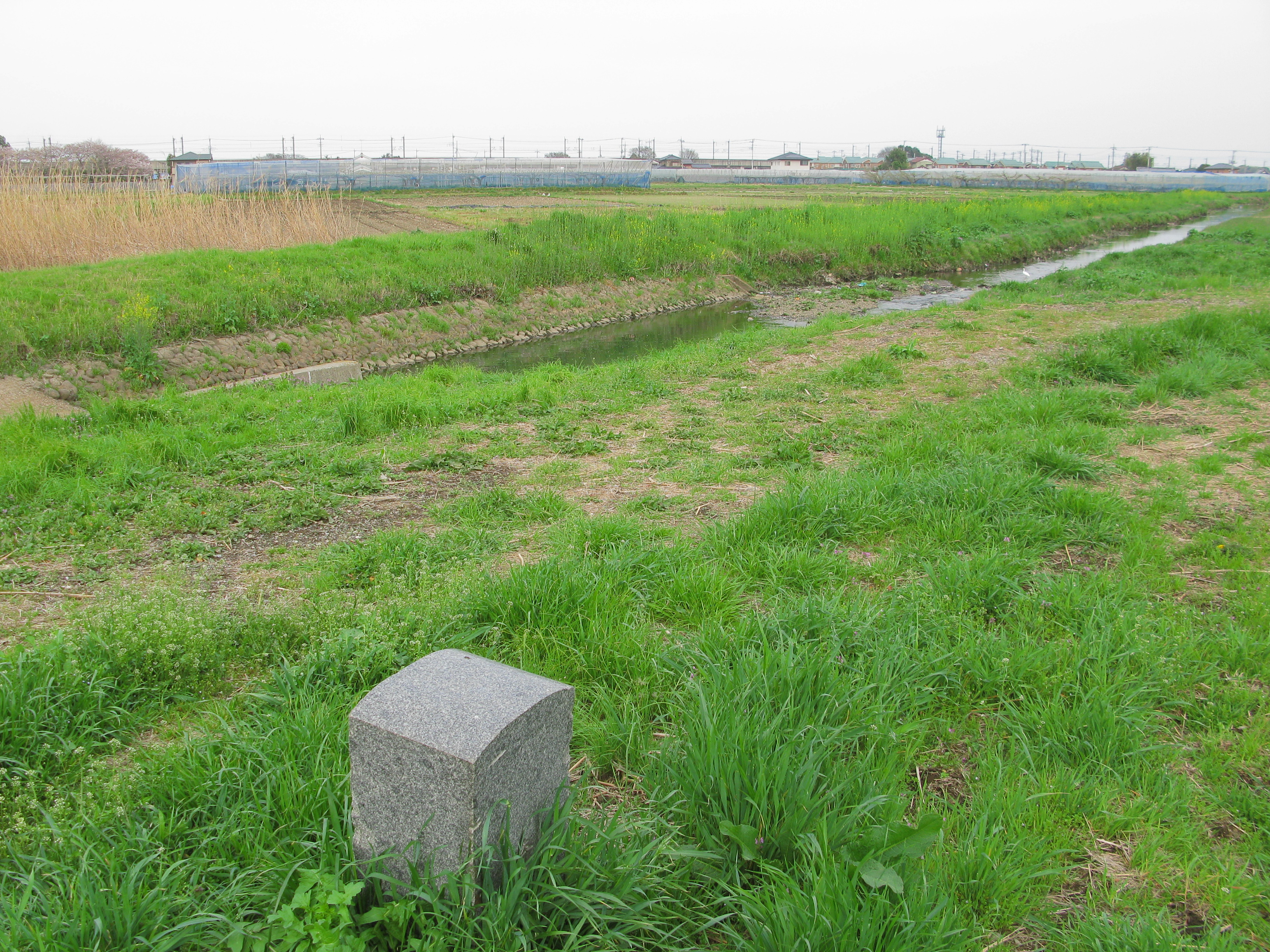
赤堀川起点標石

赤堀川（あかほりがわ）は、埼玉県東部を流れる利根川水系元荒川支流の一級河川である。

## 地理
北本総合公園南東の北本市朝日地区と、鴻巣市常光地区との境界付近の田園地帯に源を発する。
ゆるやかに蛇行しながら概ね南東方向に流れ、高野戸川等の支流を合流しながら次第に流量を増す。
桶川市環境センター（ゴミ処理場）の脇、備前堤と直角にぶつかった所で備前堤に沿って北に不自然に曲がり、約300m 下流で元荒川の右岸に合流する。
なお、備前堤を挟んだ反対側に綾瀬川の起点がある。　
起点から合流点まで、全域で元荒川の右岸側にほぼ平行して流れている。主に水田の排水路として機能していて、周囲は上流域は工業団地、下流域は主に農地となっている。
また、埼玉県の水辺再生100プラン事業の下、篠津桜堤付近で遊歩道の整備が行われた。

## 流域の自治体
埼玉県
鴻巣市、北本市、桶川市
この他、基荒川合流点周辺で蓮田市をわずかに掠める。

## 河川施設
- 後谷調節池
- 板橋堰
- 宮の脇調整池

## 流域の施設
- 北本総合公園

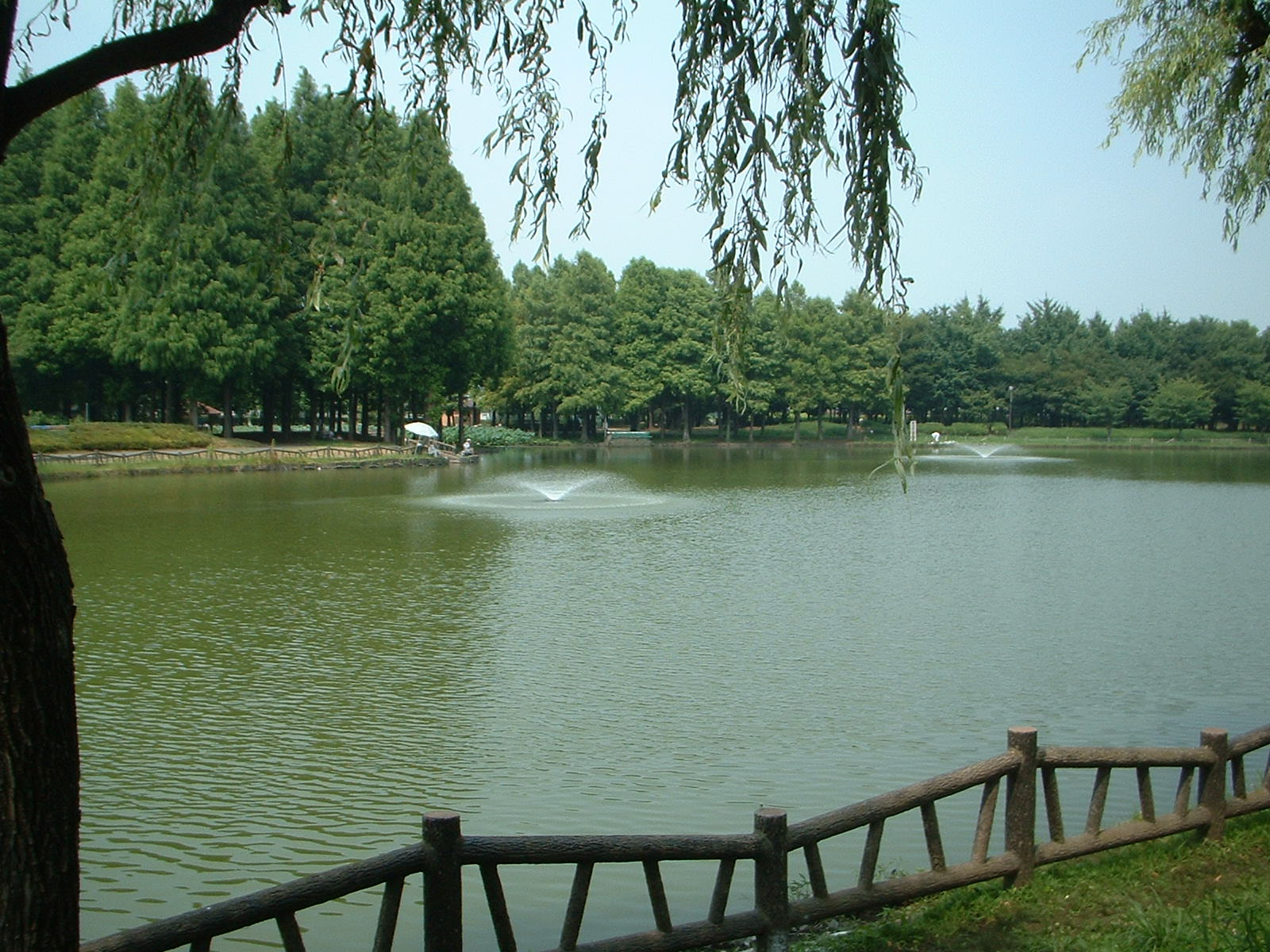
北本総合公園

- 北本地区衛生組合 クリーンセンターあさひ（し尿処理施設）
- 朝日桜並木 - 石戸蒲ザクラの後継樹が植樹されている。
- 篠津桜堤
- 多気比売神社
- 横手堤
- 桶川市環境センター
- 備前堤 - 元荒川の流路を東に変えるために築かれた締め切り堤防。元の流れは綾瀬川となった。
- 元荒川水循環センター（下水処理場）

## 支流
- 光津落
- 高野戸川

## 橋梁
上流から
- 新鯉沼橋（埼玉県道312号下石戸上菖蒲線）

- 加納橋（埼玉県道12号川越栗橋線）
- 庚申橋
- （首都圏中央連絡自動車道）
- 五丁台橋
- 上越新幹線

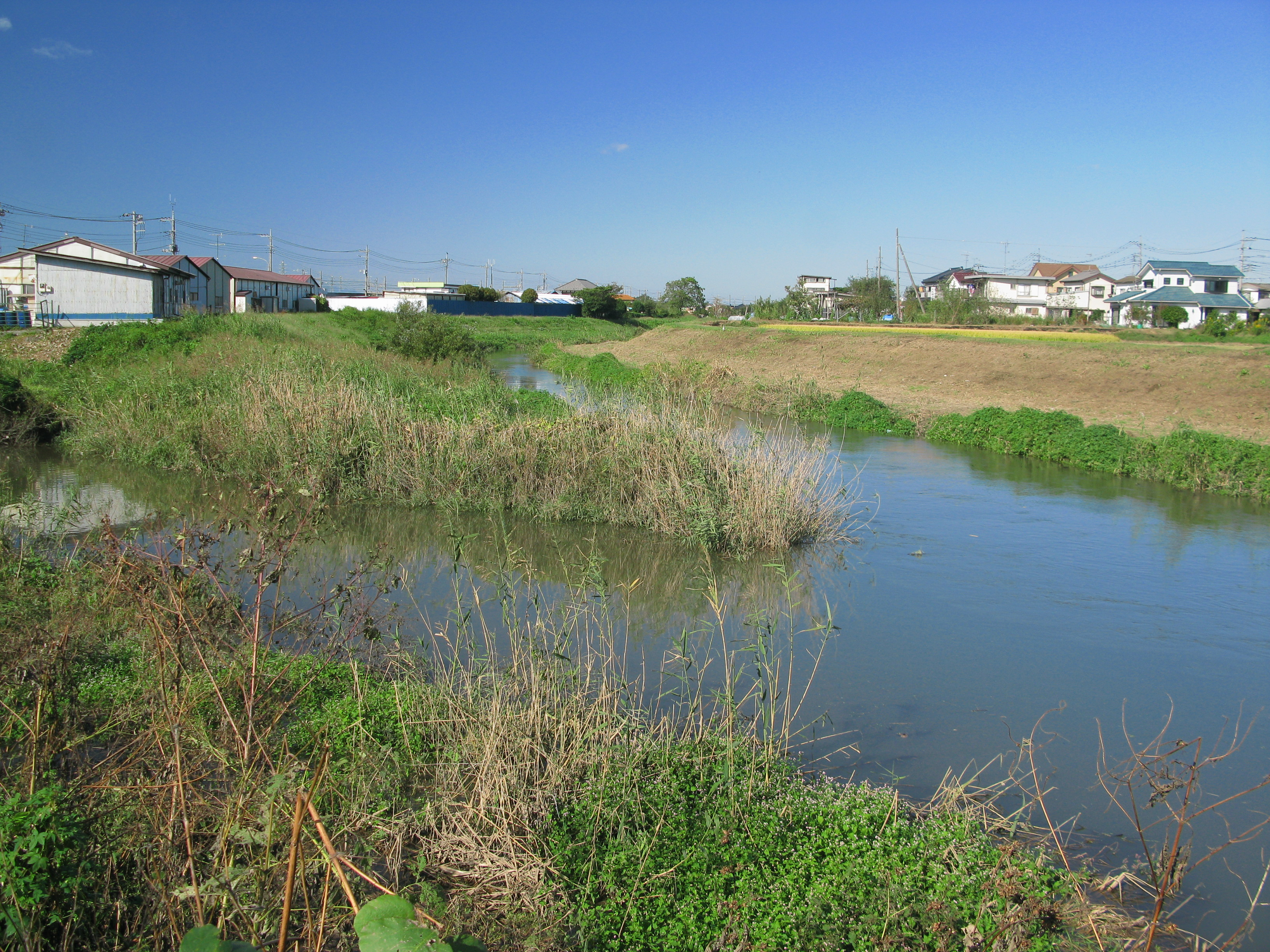
赤堀川と元荒川の合流点

- 赤堀川道路橋（桶川市道6334号上越新幹線側道）
- 鍋蔓橋（埼玉県道77号行田蓮田線）

## 風景

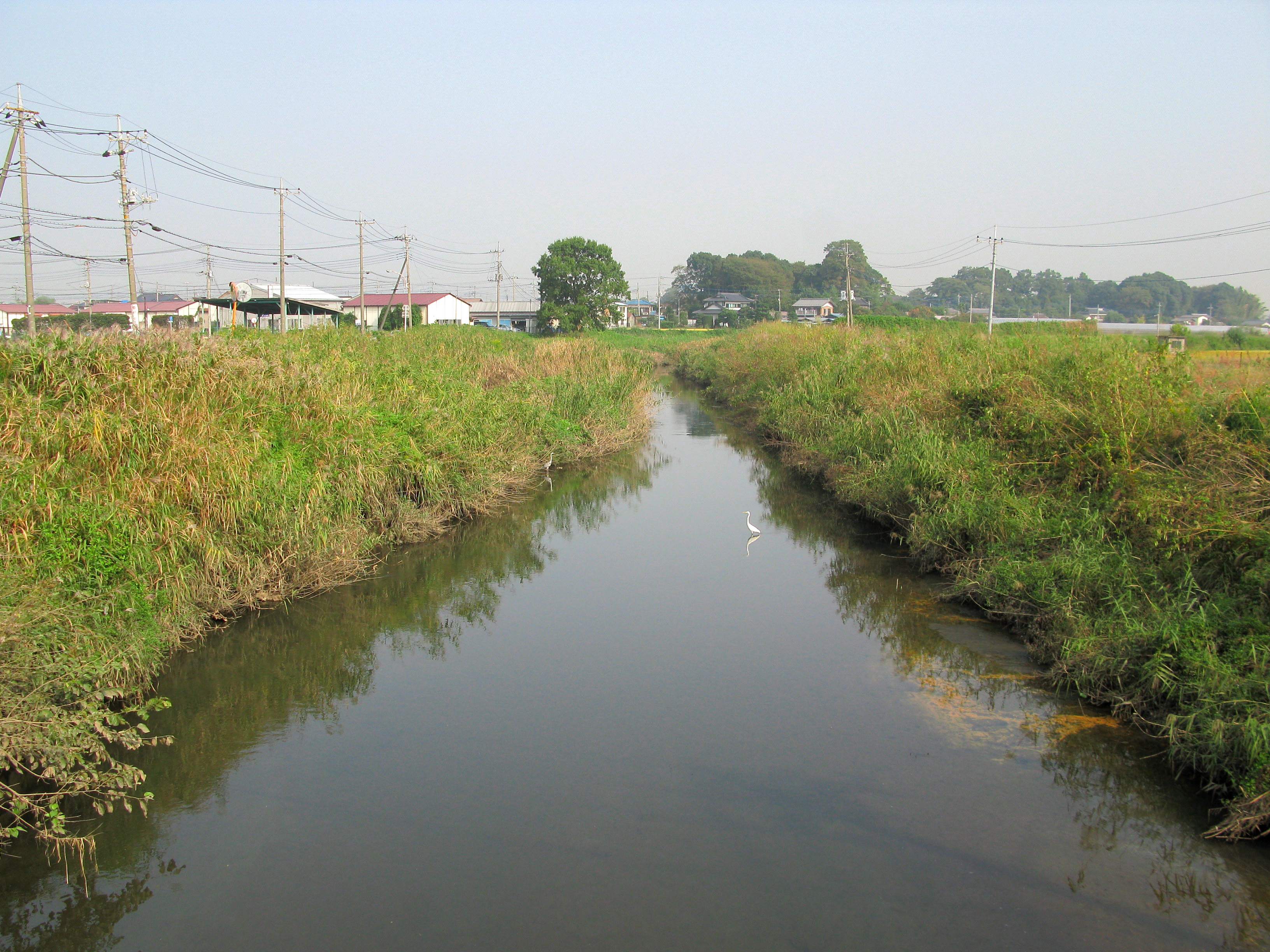
鍋蔓橋付近